# Бонарес
Бонарес (ісп. Bonares) — муніципалітет в Іспанії, у складі автономної спільноти Андалусія, у провінції Уельва. Населення — 6145 осіб (2010).
Муніципалітет розташований на відстані близько 440 км на південний захід від Мадрида, 31 км на північний захід від Уельви.

## Демографія
Динаміка населення (INE ):